# Cincita
La cincita o zincita es la forma mineral del óxido de zinc (ZnO).
En 1810, Archibald Bruce llamó a este mineral «óxido rojo de zinc», siendo Wilhelm Ritter von Haidinger quien, en 1845, le asignó su nombre actual; anteriormente, en 1844, Francis Alger denominó a este mineral esterlingita, mientras que Henry James Brooke y William Hallowes Miller le llamaron espartalita en 1852.
Otro nombre que recibe la cincita es ancramita.

## Propiedades
La cincita cristaliza en el sistema hexagonal, clase dihexagonal piramidal. Su color —amarillo, amarillo oscuro, naranja o rojo oscuro— depende de las impurezas, que suelen aparecer como pequeñas cantidades de hierro y manganeso. Asimismo, los cristales de cincita pueden ser producidos artificialmente, pudiendo ser incoloros o de color variable.
Muestra un brillo subadamantino, resinoso. Su raya es amarillo anaranjada.
Tiene una dureza entre 4 y 5 en la escala de Mohs, comparable a la fluorita o el apatito, y una densidad media de 5,56 g/cm³. Es infusible a la llama y soluble en ácidos.

## Estructura cristalina
La estructura de la cincita consiste en tetraedros de ZnO4, todos ellos orientados en una misma dirección, dando lugar a una simetría hexagonal. El eje principal es simétricamente polar y da como resultado una estructura cristalina «hemimórfica». En otras palabras, no existe ningún elemento de simetría, ya que las caras del cristal en la parte superior del mismo no se repiten en la parte inferior. Los cristales hemimórficos son distintos vistos desde arriba que desde abajo —como si por un extremo no hubiesen sido completados—, a lo que alude el término hemimorfismo (mitad de forma).
La cincita es isoestructural con la bromellita; ambos minerales poseen igual estructura cristalina pero en la bromellita el berilio ocupa las posiciones del zinc en la cincita.

## Morfología y formación
Los cristales de cincita son sumamente raros.
Frecuentemente presenta formas redondeadas y corroídas, conformando agregados granulares y hojosos. Asimismo, puede presentar aspecto diseminado, en forma de partículas pequeñas dispersas en la matriz; o también puede mostrarse como fibras de grano fino.
La cincita tiene una génesis diversa; puede ser mineral primario metamórfico, mineral secundario procedente de la alteración de otros minerales de zinc en menas oxidadas ricas en este elemento, y finalmente puede ser producto de vulcanismo.
Puede presentarse asociado a franklinita, willemita, calcita, esfalerita y smithsonita y hausmannita.

## Aplicaciones

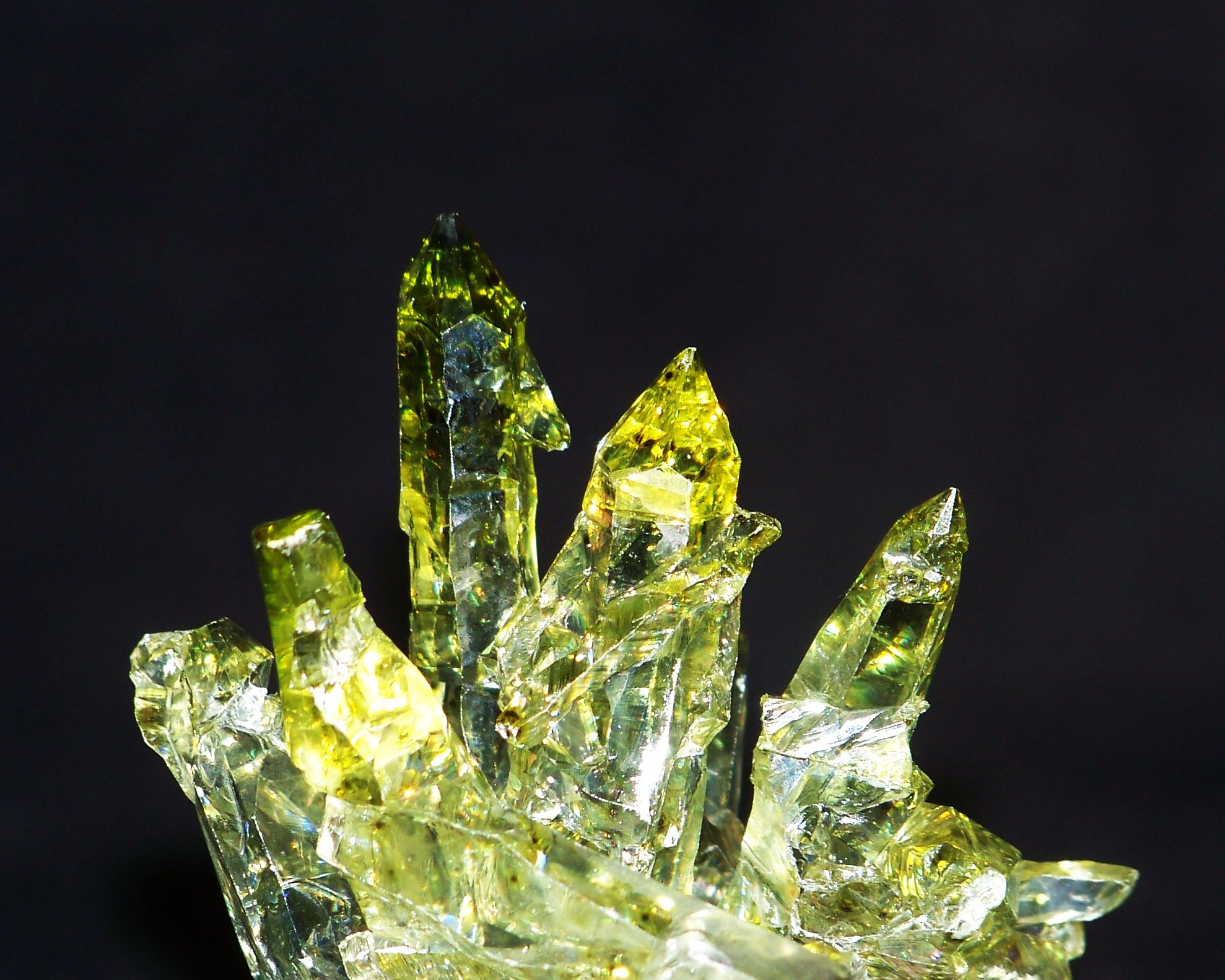
Cristales sintéticos de cincita.

Los cristales de cincita, tanto naturales como sintéticos, tienen importancia por su uso como detectores de galena semiconductores en el desarrollo de las primeras radios de galena, antes de la utilización de los tubos de vacío. La cincita se utilizó junto a otro mineral, la calcopirita, en una combinación conocida como detector Perikon.
Raramente se utiliza como mineral de zinc.

## Yacimientos
En la naturaleza los yacimientos de cincita son raros, a excepción de los de Sterling Hill y Franklin (Nueva Jersey, Estados Unidos); esta última área también es conocida por sus minerales fluorescentes. La cincita de Franklin es de color rojo —debido al hierro y manganeso—, estando asociada con willemita y franklinita.
En Europa hay varios depósitos en Alemania, en las localidades de Stolberg, Eschweiler y Arnsberg (Renania del Norte-Westfalia), y en los montes Metálicos (Sajonia). También en Italia, en la Toscana, existen yacimientos de cincita en Campiglia Marittima y Piombino.